# Embera jezici
Embera jezici, skupina jezične porodice choco iz Paname i Kolumbije.
Sastoji se od dvije podskupine, 
a. Sjeverna s jezicima sjeverni emberá ili empera [emp] Panama i Kolumbija, ukupno 60.200; i emberá-catío ili katio, embena, eyabida [cto] 15.000 u Kolumbiji (1992 SIL).
b. Južna s jezicima: emberá-baudó ili baudó, catrú [bdc] 5.000 (1995 SIL) u Kolumbiji; emberá-chamí ili chami [cmi], 5,510 (2001), Kolumbija; emberá-tadó ili cholo, êpêra [tdc] 1,000 (2007 Moyano), Kolumbija; i epena ili Emberá-Saija, epená saija, saija, južni empera [sja], 3,500 in Colombia (2004), Kolumbija.

## Vanjske poveznice
- Ethnologue (14th)
- Ethnologue (15th)